# Хогг, Дуглас, 3-й виконт Хейлшем
Дуглас Мартин Хогг, 3-й виконт Хейлшем, барон Хейлшем из Кеттлторпа (англ. Douglas Martin Hogg, 3rd Viscount Hailsham, Baron Hailsham of Kettlethorpe; род. 5 февраля 1945[…], Metropolitan Borough of Chelsea) — британский политик и адвокат. Член Консервативной партии, он служил в кабинете министров в качестве министра сельского хозяйства, рыболовства и продовольствия с 1995 года по 1997 год, и был членом парламента (MP) с 1979 года по 2010 год.
Daily Telegraph в 2009 году разоблачила Хогга в том, что он потребовал более 2000 фунтов стерлингов из денег налогоплательщиков для «очистки рва» его загородного поместья Кеттлторп-холл; таким образом, он стал одной из самых ярких иллюстраций, используемых средствами массовой информации для изображения масштабов скандала с парламентскими расходами, хотя позже выяснилось, что Управление сборов Палаты общин (предшественник Независимого парламентского управления по стандартам) поощряло Хогга представить эквивалентный eй блок расходов «чтобы уменьшить админ». Из-за негативной огласки Хогг не добивался переизбрания на парламентских выборах 2010 года.
Помимо своего наследственного пэра, он стал пожизненным пэром в 2015 году на церемонии вручения наград о роспуске, что позволило ему занять место в Палате лордов. Как член Палаты лордов он по парламентскому обычаю именуется виконтом Хейлшемом, семейный титул, который он унаследовал в 2001 году.

## Ранняя жизнь
Родился 5 февраля 1945 года в Челси, Лондон. Старший сын Квинтина Хогга, 2-го виконта Хейлшема и лорда Хейлшема Сент-Мэрилебон (1907—2001), бывшего лорда-канцлера. Он унаследовал титул виконта 12 октября 2001 года после смерти своего отца, который отказался от этого титула на всю жизнь в 1963 году, но позже принял пожизненное звание пэра в 1970 году. Дуглас Хогг — внук Дугласа Хогга, 1-го виконта Хейлшема (1872—1950), бывшего лорда-канцлера и лорда-президента Совета до 1938 года.
Он получил образование в Итонском колледже и Крайст-Черче в Оксфорде. Он был президентом Оксфордского союза в Михайловский (осенний) семестр 1965 года, прежде чем получить степень по истории в 1966 году. В 1968 году его призвали в адвокатуру, после чего он работал адвокатом. Он стал советником королевы в 1990 году, через год после того, как его младшая сестра, дама Мэри Хогг (р. 1947), адвокат, позже была назначена судьей по семейным делам.

## Член парламента
Достопочтенный Дуглас Хогг был избран членом парламента на парламентских выборах 1979 года в линкольнширский округ Грэнтем после ухода на пенсию действующего депутата парламента от консерваторов Джозефа Годбера.
Место Грантема было упразднено на парламентских выборах 1997 года; однако Хогг стоял и был избран в качестве депутата от Слифорда и Северного Хайкхема в 1997 году.

## В правительстве
В парламенте Дуглас Хогг был членом комитета по сельскому хозяйству, рыболовству и продовольствию с 1979 года до своего назначения парламентским личным секретарем (PPS) главного секретаря казначейства Леона Бриттана в 1982 году.
Дуглас Хогг стал младшим членом правительства премьер-министра Маргарет Тэтчер после парламентских выборов 1983 года, когда он служил кнутом в течение года. Он вернулся в правительство в 1986 году, когда был назначен парламентским заместителем государственного секретаря в Министерстве внутренних дел, а в 1989 году был повышен до государственного министра в Министерстве торговли и промышленности.
Дуглас Хогг был переведен в 1990 году под руководством премьер-министра Джона Мейджора в Министерство иностранных дел и по делам содружества, став членом Тайного совета в 1992 году. Он вошел в кабинет Мейджора в качестве министра сельского хозяйства, рыболовства и продовольствия в 1995 году, выступая в этом качестве во время кризиса BSE, за который он получил много критики и оставался на этом посту до избрания лейбористского правительства Тони Блэра в 1997 году.
3 марта 1997 года недовольный фермер из Англси Луис Хейворд шесть часов ехал со своей фермы в Кеттлторп-Холл, чтобы сбросить три тонны свиного навоза возле дома Хогга.
После парламентских выборов 1997 года Хогг был назначен членом комитета по внутренним делам в течение года и был членом парламента до 2010 года. Закон о Палате лордов 1999 года отменил автоматическое право наследственных пэров на место в Палате лордов, поэтому, когда его отец умер в 2001 году (будучи наследником пэрства), он не был обязан (как это было бы ранее) уходить из Палаты общин и оставался депутатом до выхода на пенсию в 2010 году.

## Запрос Стивенса
В отчете о его расследовании сговора в Северной Ирландии между лоялистскими военизированными формированиями и силами безопасности, в разделе «Другие вопросы, касающиеся сговора», раздел доклада сэра Джона Стивенса гласит:
«2.17 Моя следственная группа также расследовала утверждение о том, что старшие офицеры Королевской полиции Ольстера проинформировали парламентского заместителя государственного секретаря Министерства внутренних дел, депутата парламента Дугласа Хогга, что „некоторые адвокаты чрезмерно сочувствовали делу ИРА“. Г-н Хогг повторил эту точку зрения во время дебатов по законодательству о предотвращении терроризма в Палате общин. Через несколько недель Патрик Финукейн был убит. Комментарии г-на Хогга о поддержке адвокатами терроризма, сделанные 17 января 1989 года, вызвали споры. В той мере, в какой они были основаны на информации, переданной RUC, они не были оправданы, и расследование пришло к выводу, что министр был скомпрометирован».

## Расходы
Дуглас Хогг требовал почти максимального пособия на дополнительные расходы в парламентах Великобритании 2001 и 2005 годов.
В 2009 году, во время скандала вокруг расходов депутатов, Daily Telegraph утверждала, что Дуглас Хогг подал и получил форму претензии, включающую более 2 000 фунтов стерлингов за ров вокруг его загородного поместья Кеттлторп-Холл, который должен быть очищен. Налогоплательщик помог покрыть расходы на постоянную домработницу. Другие обвинения включали расходы на работу, проделанную в конюшне Хогга, и на настройку его пианино. Он щедро тратил или, возможно, несколько перерасходовал на свою ферму и домашний офис: Хогг согласился на сделку с офисом расходов просто для того, чтобы одна двенадцатая часть пособия на вторые дома выплачивалась на его банковский счет каждый месяц.
В свою защиту Хогг решительно заявил, что он не требовал очистки рва, и что предметы были списком всех расходов, понесенных во время домашних работ, большинство из которых не были оплачены налогоплательщиком. Хогг ответил на претензии газеты, сказав, что он согласовал претензии с Офисом сборов и поэтому надеется и верит, что они будут соответствовать правилам и «духу правил», как это было рекомендовано.
14 мая Хогг согласился возместить 2200 фунтов стерлингов за расчистку рва после приказа руководства партии. Он утверждал, что не требовал денег, но согласился, что они не были «положительно исключены» из документов, представленных в Управление сборов Палаты общин. После скандала 19 мая 2009 года Хогг объявил, что не будет баллотироваться на следующих парламентских выборах.

## Палата лордов
Премьер-министр Дэвид Кэмерон выдвинул кандидатуру Дугласа Хогга на пожизненное баронство в 2011 году, но Комиссия по назначениям Палаты лордов рекомендовала не назначать его.
В 2013 году Хогг стоял на выборах в Палату лордов место освободилось после смерти 13-го графа Феррерса, проиграв 5-му виконту Ридли . Несколько месяцев спустя, он стоял за наследственных пэров' вакансиях в 90-избранный, таких мест в Палате лордов, после смерти Хью Маккей, 14-й Лорд Рей, когда был избран лорд Борвик.
12 октября 2015 года он был создан пожизненным пэром как барон Хейлшем из Кеттлторпа, из Кеттлторпа в графстве Линкольншир, что позволило ему заседать в Палате лордов.

## В кино и художественной литературе
В феврале 2010 года его сыграл Джеффри Биверс в телефильме «На расходы».

## Брак и дети
6 июня 1968 года в Вестминстере Дуглас Хогг женился на достопочтенной Саре Бойд-Карпентер (р. 14 мая 1946), дочери Джона Бойд-Карпентера (1908—1998). У них двое детей:
- Достопочтенная Шарлотта Мэри Хогг (р. 26 августа 1970), ранее отвечавшая за розничные операции в Santander UK, в 2013 году была назначена первым главным операционным директором Банка Англиипри губернаторе Марке Карни. В марте 2017 года она некоторое время занимала должность заместителя губернатора (рынки и банковское дело), прежде чем уйти с обеих должностей за неспособность объявить, что ее брат работал в банковской отрасли. С 1999 года замужем за Стивеном Саксом.
- Достопочтенный Квинтин Джон Нил Мартин Хогг (р. 12 октября 1973), наследник виконтства. Женат на Элизабет Энн Софии Хенидж (р. 1981), от брака с которой у него есть одна дочь.

Поскольку его жена была создана пожизненным пэром как баронесса Хогг в 1995 году, Хейлшемы являются одними из немногих пар, которые сами по себе имеют дворянские титулы.